# Welleda Veschi
Welleda Veschi (Roma, 23 giugno 1943) è un'ex nuotatrice italiana.

## Biografia
Nata nel 1943 a Roma, figlia del giornalista e dirigente sportivo Renato Veschi e sorella minore della nuotatrice e regista televisiva Luciana Veschi, a 17 anni ha partecipato ai Giochi olimpici di Roma 1960, nella 400 m stile libero, uscendo in batteria, 5ª con il tempo di 5'18"3.
Due anni prima aveva preso parte agli Europei di Budapest 1958, terminando 6ª in finale nei 400 m stile libero, prima italiana di sempre a raggiungere una finale continentale.